# Takaka Tramway
| Takaka Tramway                                                                                    | Takaka Tramway        |
| ------------------------------------------------------------------------------------------------- | --------------------- |
| Private Lokomotive Pioneer auf der Takaka Tramway, gebaut von der Anchor Foundry, Nelson, um 1900 |                       |
| Trasse der ehemaligen Schmalspurbahn südlich von Tākaka                                           |                       |
| Streckenlänge:                                                                                    | 13,4 km               |
| Spurweite:                                                                                        | 2 Fuß 6 Zoll = 762 mm |
| Maximale Neigung:                                                                                 | 1:96 = 10 ‰           |
| Minimaler Radius:                                                                                 | 2 Chain = 40 m        |
|                                                                                                   |                       |

Die Takaka Tramway war eine 13,4 Kilometer lange Schmalspurbahn mit einer Spurweite von 762 Millimetern (2 Fuß 6 Zoll), die 1882–1905 im Tākaka Valley, Golden Bay / Mohua, Neuseeland in Betrieb war.

## Geschichte
John Rochfort führte 1880 die Vermessungsarbeiten für die Trasse der Bahnlinie durch. Der Bau begann im Februar 1881 und wurde Anfang 1882 fertiggestellt. Die Kosten betrugen 1350 £ pro Meile. Die Regierung stellte die Schienen zur Verfügung und finanzierte 2000 £ der Projektkosten. Die restlichen £4000 wurden geliehen. Die Schienen mit einem Metergewicht von 11 kg/m (22 lb/yard) führten von Waitapu Wharf im Norden entlang der Commercial Street am Tākaka River und Paines Ford nach Tākaka und über eine zwischen dem Fluss und den Kalksteinfelsen gelegene Böschung weiter nach Süden in die Ebene von East Takaka.
Nach der Eröffnung der Tramway 1882 pendelte die Dampflokomotive Pioneer zweimal täglich mit einem Personenwagen und 2–3 mit Brettern und Balken beladenen Güterwagen zwischen East Takaka und dem Hafen. Sie wurde vor allem für den Holztransport genutzt. Bis 1905 hatte sich das Verkehrsaufkommen drastisch reduziert. Die Bahn wurde daraufhin zum Verkauf angeboten und 1906 abgebaut.
Es gab nur eine Lokomotive auf der Strecke, eine 0-4-0T mit dem Namen Pioneer, die von der Anchor Foundry in Nelson hergestellt worden war. Sie wurde am 3. Juni 1882 nach Waitapu Wharf geliefert. Sie hatte einen Hubraum von 130 × 250 mm (5 × 10 Zoll) und Räder mit einem Durchmesser von 530 mm (1 Fuß 9 Zoll).
Mitte der 1890er Jahre geriet die Takaka Tramway Company wegen des Rückgangs der Holzindustrie in finanzielle Schwierigkeiten. Das Unternehmen wechselte mehrfach den Besitzer. Starke Überschwemmungen zerstörten 1904 einen Großteil der Infrastruktur. Daher wurden 1905 die Lokomotive, die Wagen sowie die Schienen an ein Unternehmen in Wellington verkauft. Nach der Stilllegung der Strecke wurde sie 1910 noch auf einem Schrottplatz in Onehunga bei Auckland gesichtet.

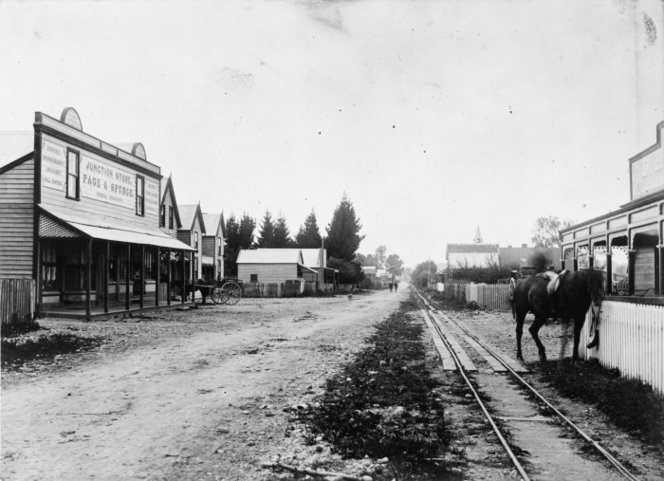
Page & Spurge’s Junction Store in der Main Street, Takaka
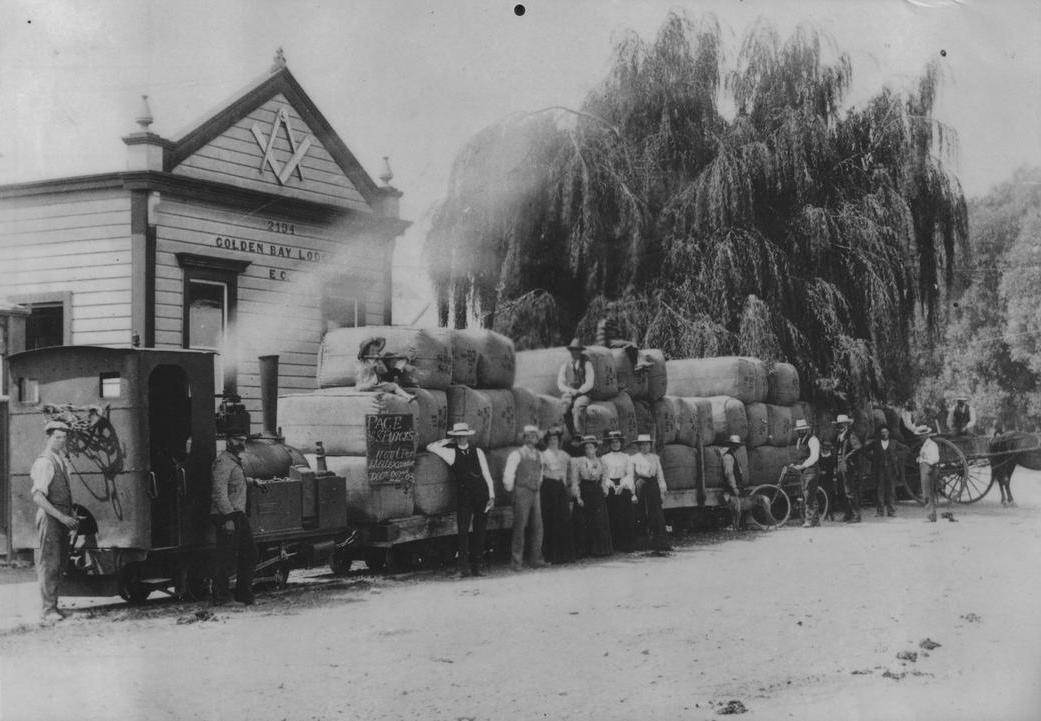
Ein mit Wolle beladener Zug am Junction Store: "Page & Spurge’s wool for SS Alexander Dec 22nd 1803"
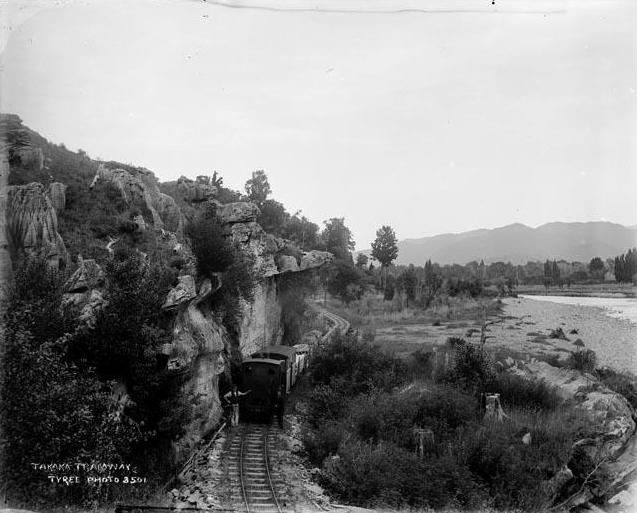
Güter- und Personenzug in East Tākaka